# Bolo de arroz (Portugal)

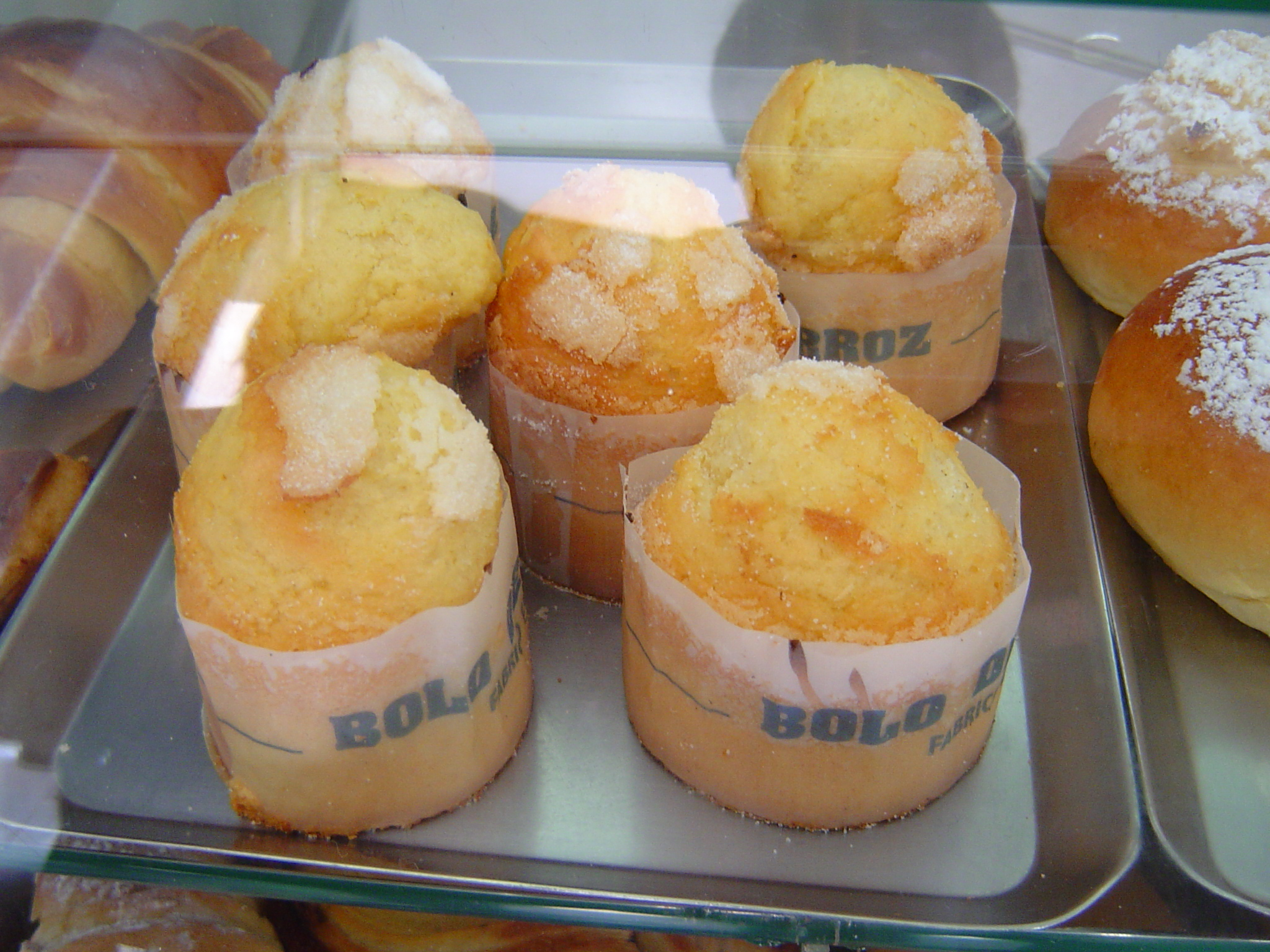

O bolo de arroz é um bolo da doçaria portuguesa, popular em Portugal, nos países e regiões da Lusofonia que incluem o Brasil, Angola, Moçambique, Cabo Verde, São Tomé e Príncipe, Guiné-Bissau, Timor, Timor Leste, Goa, Malacca e Macau, e em países com comunidades emigrantes portuguesas significativas como o Canadá, a Austrália, o Luxemburgo, os Estados Unidos, a França e entre outros.